# Mexicaanse blonde vogelspin
De Mexicaanse blonde vogelspin (Aphonopelma chalcodes) is een bodembewonende vogelspin uit het geslacht Aphonopelma. De soort komt voor in de zuidelijke VS.
De Mexicaanse blonde vogelspin leeft in de woestijnbodem, maar soms ook in verlaten holen van knaagdieren. De mannetjes worden 49 tot 61 mm groot, de vrouwtjes worden 49 tot 68 mm. De spin heeft een pootspanwijdte van 98 mm. Het kopborststuk is grijs tot donkerbruin en het achterlijf is donkerbruin tot zwart. De soort wordt 8 tot 10 jaar oud.